# Camila Rebelo
Camila Rodrigues Rebelo (Coímbra, 3 de febrero de 2003) es una deportista portuguesa que compite en natación, especialista en el estilo espalda. Ganó una medalla de oro en el Campeonato Europeo de Natación de 2024, en la prueba de 200 m espalda.

## Palmarés internacional
| Campeonato Europeo | Campeonato Europeo | Campeonato Europeo | Campeonato Europeo |
| Año                | Lugar              | Medalla            | Prueba             |
| ------------------ | ------------------ | ------------------ | ------------------ |
| 2024               | Belgrado (Serbia)  | Medalla de oro     | 200 m espalda      |